# بول أرياس آيدورديت
بول أرياس آيدورديت (مواليد 8 أغسطس 1996) هو سبّاح أندوري، مثّل بلاده في الألعاب الأولمبية الصيفية 2016.

## روابط خارجية
بول أرياس آيدورديت على موقع الاتحاد الدولي للسباحة (الإنجليزية)
- بول أرياس آيدورديت على موقع SwimRankings.net (الإنجليزية)
- بول أرياس آيدورديت على موقع أوليمبيديا (الإنجليزية)